# شپشک برنج
شپشک یا حشره برنج دارای نام علمی Sitophilus oryzae و نام عمومی Rice weevil یک آفت انباری است که به دانه‌های انبارشدهٔ چندین نوع محصول از جمله گندم، برنج و ذرت حمله می‌کند.

## شرح
طول بزرگسالان معمولاً بین ۳ تا ۴٫۶ میلی‌متر است، با پوزه بلند و به رنگ قهوه ای/مشکی به نظر می‌رسد که چهار نقطه نارنجی/قرمز رنگ به صورت ضربدری روی پوشش بالهای خود دارند و به راحتی با شپشک ذرت با ظاهر مشابه اشتباه گرفته می‌شود. سرخرطومی ذرت معمولاً تا حدودی بزرگتر از شپشک برنج است، اما شپشک برنجی به بزرگی بزرگ‌ترین سرخرطومی ذرت و همچنین سرخرطومی ذرت تقریباً به کوچکی کوچک‌ترین سرخرطومی برنج نیز یافت شده‌است. از این رو برای تمایز بین این گونه‌های بالغ از روی ویژگی‌های ظاهری، تنها مشخصهٔ قابل اعتماد روی اندام تناسلی قرار دارد (جدول زیر را ببینید). علاوه بر این هر دو گونه می‌توانند هیبرید شوند. ساختار تناسلی هیبریدها ناشناخته است.

## زیست‌شناسی

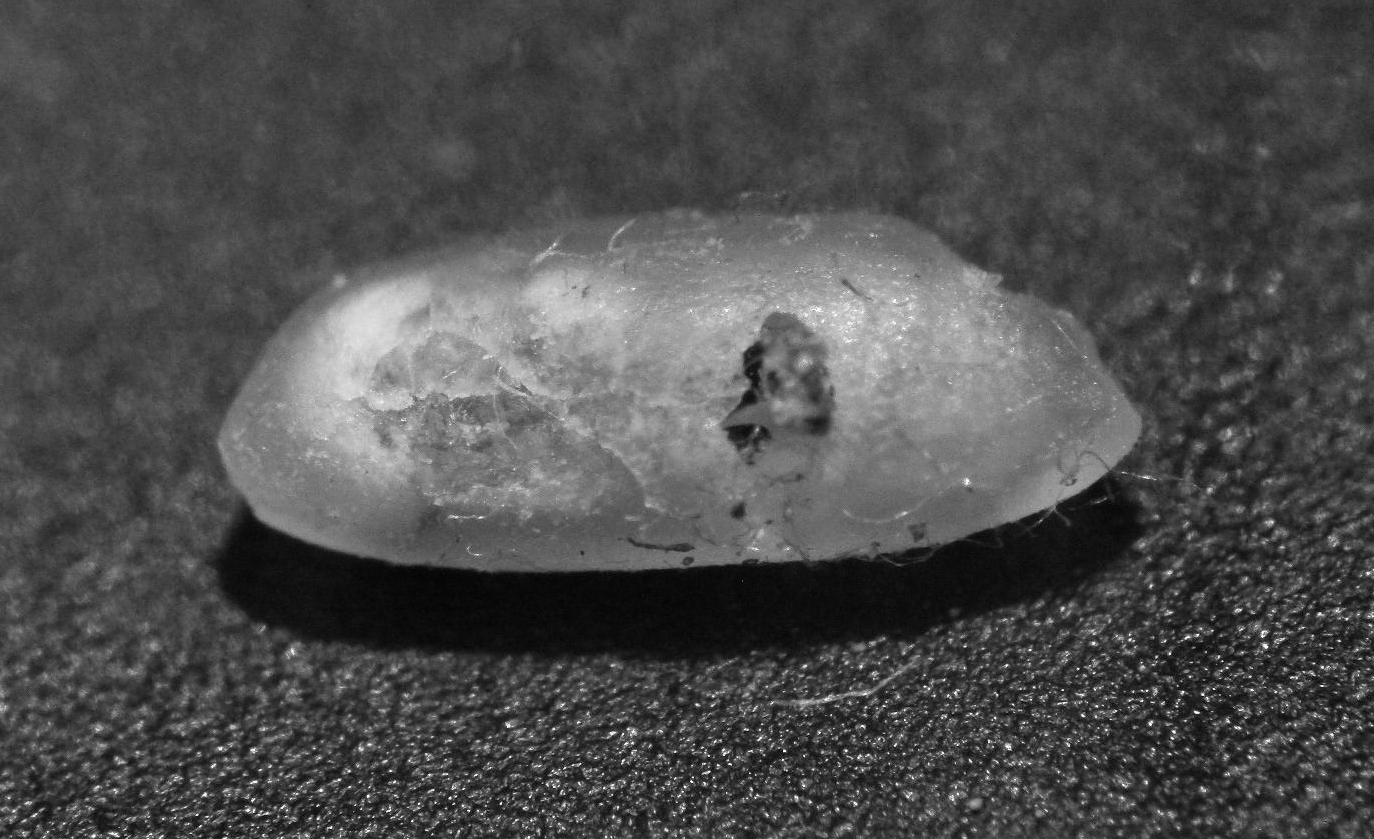
یک شپشک بالغ از درون یک دانه برنج بیرون می‌آید

شپشک‌های برنج بالغ قادر به پرواز هستند، و می‌توانند تا دو سال زندگی کنند. ماده‌ها ۲ تا ۶ عدد در روز و تا ۳۰۰ عدد در طول عمر خود تخم می‌گذارند. ماده از فک پایین برای جویدن سوراخی در هسته غلات استفاده می‌کند و پس از آن یک تخمک را درون سوراخ می‌گذارد و آن را با ترشحات تخم‌گذار خود می‌بندد. لارو درون دانه رشد می‌کند و در حین تغذیه آن را خالی می‌کند. سپس در هسته دانه تبدیل به شفیره می‌شود و ۲ تا ۴ روز پس از آن ظاهر می‌شود.
S. oryzae نر یک فِرِمون مرکب به نام sitophilure ((4S,5R)-5-Hydroxy-4-methylheptan-3-one) تولید می‌کند که نرها و ماده‌ها به سمت آن کشیده می‌شوند. نسخه سنتز شده این ماده نیز موجود است که شپشک برنج، سرخرطومی ذرت و سرخرطومی دانه را جذب می‌کند. ماده‌ها نیز فرمونی تولید می‌کنند که فقط نرها را جذب می‌کند.
همزیست گاماپروتئوباکتری آن Candidatus Sodalis pierantonius str. SOPE قادر است شپشک برنج را با ویتامین‌های ضروری مانند اسید پانتوتنیک، ریبوفلاوین و بیوتین تأمین کند. در طول رشد لاروها، باکتری‌ها به افزایش ژن‌های سیستم ترشحی نوع سه و ژن‌های تاژک تکیه می‌کنند تا بتوانند سلول‌های بنیادی حشرات را آلوده کنند.

## کنترل
کنترل سرخرطومی‌ها شامل مکان‌یابی و حذف تمام منابع غذایی بالقوه برای آنها است. شپشک برنج در تمام مراحل رشد را می‌توان با انجماد غذای آلوده زیر ۱۸-درجه سانتیگراد (۰ درجه فارنهایت) برای مدت سه روز یا گرمایش تا ۶۰ درجه سانتیگراد (۱۴۰ درجه فارنهایت) به مدت ۱۵ دقیقه از بین برد.

## روش‌های دیگر از بین بردن شپشک برنج
علاوه بر مواردی که در بالا ذکر شد، روش‌های دیگری مانند استفاده از سنگ نمک، زنجبیل، سیر تازه و خشک و همچنین زردچوبه هم می‌تواند موجب از بین رفتن شپشک برنج شود. اما توصیه می‌شود که به هیچ وجه از قرص برنج استفاده نکنید، چرا که قرص برنج یک ماده سمی و فوق العاده خطرناک و کشنده است و اگر چه در کوتاه مدت این موجودات را از بین می‌برد، اما در صورتی که مقدار بسیار کمی از آن نیز وارد بدن شود، منجر به مسمویت و حتی مرگ می‌شود.